# Асахісан-Мару
Асахісан-Мару — транспортне судно, яке під час Другої світової війни брало участь у операціях японських збройних сил на Тихому океані.
Судно спорудили в 1935 році на верфі Mitsui Bussan K.K. Zosembu Kojo для компанії Mitsubishi Busan, що поставила його на лінію до Бангкока.
4 – 12 грудня 1941-го «Асахісан-Мару» прослідувало з атолу Трук (головна база Японського ВМФ у Океанії, що знаходилась в центральній частині Каролінського архіпелагу) до Токійської затоки, а через кілька діб було реквізоване для потреб Імперського флоту Японії.
21 січня 1942-го «Асахісан-Мару» та ще 14 транспортів вийшли з Таракану (північно-східне завершення Борнео) для висадки десанту в розташованому південніше іншому центрі нафтовидобувної промисловості — Балікпапані. 23 січня на переході конвой був атакований літаками, яким вдалось потопити один з транспортів, тоді як інші ввечері того самого дня прибули до Балікпапану та почали висадку десанту. У перші години 24 січня американські есмінці атакували сили вторгнення і змогли потопити й пошкодити ще кілька суден. Серед пошкоджених було і «Асахісан-Мару», яке, втім, залишилось на плаву та 7 лютого змогло полишити Балкіпапан і  20 лютого прибуло до Йокрсуки.
7 березня 1942-го судно перебувало біля східного узбережжя Хонсю за півтори сотні кілометрів на південний схід від Токіо. Тут по ньому випустив чотири торпеди американський підводний човен USS Grenadier. Втім, три торпеди виявились несправними, а четверта лише пошкодила «Асахісан-Мару». Тієї ж доби судно прибуло до Йокогами та стало на ремонт, а 21 березня вже було готове до плавання.
З 25 березня по 11 травня 1942-го «Асахісан-Мару» здійснило рейс на Каролінські острови, під час якого відвідало Трук, Фаїс, Вулеаї, а потім прибуло до японського порту Моджі.
22 травня 1942-го судно перебувало біля входу до протоки Кії, що розділяє Хонсю та Сікоку, де по ньому дав торпедний залп американський підводний човен USS Silversides. Дві торпеди уразили «Асахісан-Мару», яке щоб не затонути викинулось на берег. З 24 травня чотири почали розвантаження «Асахісан-Мару», а 27 травня судно відбуксирували до Кобе. 1 – 2 червня «Асахісан-Мару» провели на буксирі до Тамано, де почали ремонт на верфі компанії Mitsui. Роботи тривали більеш року та завершились в середині липня 1943-го.
4 – 16 серпня 1943-го судно в конвої № 3803B прослідувало з Йокосуки на Трук, а 20 – 24 серпня в конвої № 1201 перейшло звідси до Рабаула — головної бази в архіпелазі Бісмарка, з якої японці провадили операції на Соломонових островах та сході Нової Гвінеї. При цьому 21 серпня на «Асахісан-Мару» здійснив безрезультатну атаку якийсь підводний човен. 20 – 24 вересня судно провело зворотній рейс на Трук в конвої № 2202, а 3 – 12 жовтня прослідувало до Йокосуки в конвої № 4003.
26 жовтня – 11 листопада 1943-го «Асахісан-Мару» в конвоях прослідувало з Моджи через Такао (наразі Гаосюн на Тайвані) до Маніли, а 18 – 24 листопада перейшло з конвоєм H-5 до острова Хальмахера (північна частина Молуккського архпелагу).
26 листопада 1943-го судно полишило затоку Кау (глибоко вдається у острів Хальмахера з північної сторони) та прослідувало черз Амбон (південна частина Молуккського архіпелагу), Кендарі та Макассар (південно-східний та південно західний півострови острова Сулавесі) до Сінгапуру, куди прибуло 10 грудня. Тут воно прийняло вантаж бокситів на острові Бінтанг та 19 – 28 грудня перейшло до Такао разом з конвоєм HI-24. Тут «Асахісан-Мару» відділилось і 1 грудня 1943 – 7 січня 1944-го прослідувло до японського порту Вакамацу.
В середині січня 1944-го судно прибуло до Куре для короткострокового ремонту, після чого 31 січня – 6 лютого пройшло в конвої з Моджи до Такао, а 8 – 16 лютого прослідувало до Палао в конвої TAPA-01. Далі воно побувало на належному до того ж архіпелагу Палу острові Бабелтуап (тут провадили видобуток бокситів), а 6 – 13 березня повернулось до Такао в конвої PATA-04. 16 – 22 березня судно виконало перехід до Японії в конвої TAMO-11.
З 31 березня по 5 квітня 1944-го «Асахісан-Мару» пройшло короткочасний ремонт в Тамано, а 28 квітня – 6 травня пройшло до острова Сайпан (головна японська база на Маріанських островах) в конвої «Хігасі-Мацу № 7» (складова конвойної операції «Хігасі-Мацу», яку провадили для перекидання підкрплень гарнізонам у Мікронезії). 17 – 24 травня судно прослідувало до Токійської затоки в конвої № 4517.
Наприкінці травня – на початку червня 1944-го «Асахісан-Мару» відвідало порти Хакодате та Муроран (острів Хоккайдо), а 20 – 30 червня пройшло з Моджи до Маніли в конвої HI-67. 2 – 14 липня судно прослідувало до острова Хальмахера в конвої H-31.
24 липня 1944-го «Асахісан-Мару» все ще провадило розвантаження в зотоці Кау, коли було атаковане американськими бомбардувальниками B-24. Бомба вибухнула у котельному відділенні, а потім на судні сталась детонація амуніції і «Асахісан-Мару» охопила пожежа. У підсумку судно затонуло в районі з малими глибинами, так що верхня частина корпусу була над водою. Під час атаки загинуло два члена екіпажу.